# Киштелница
Киштелница (рум. Chiştelniţa) — село в Теленештском районе Молдавии. Относится к сёлам, не образующим коммуну.

## География
Село расположено на высоте 132 метров над уровнем моря.

## Население
По данным переписи населения 2004 года, в селе Киштелница проживает 3394 человека (1720 мужчин, 1674 женщины).
Этнический состав села:
| Национальность | Число жителей | Процентный состав |
| -------------- | ------------- | ----------------- |
| молдаване      | 3356          | 98.88             |
| румыны         | 18            | 0.53              |
| украинцы       | 6             | 0.18              |
| русские        | 6             | 0.18              |
| гагаузы        | 1             | 0.03              |
| болгары        | 1             | 0.03              |
| прочие         | 6             | 0.18              |
| Всего          | 3394          | 100%              |